# Txerkessk
Txerkessk (en karatxai-balkar: Черкесск, Çerkessk; en kabardí: Черкес-къалэ; en abazí: Черкес къала, Čerkes q̇ala; en nogai: Шеркеш шахар, Şerkeş şahar; en rus: Черке́сск, Txerkessk) és una ciutat de Rússia, capital de la república de Karatxai-Txerquèssia. Tenia una població de 116.244 habitants (Cens rus (2002)) i 116.733 el 2009.
La ciutat fou fundada el 1804 com a Batalpaixínskaia, fou rebatejada Batalpaixinsk el 1931, més tard Sulímov el 1934, com a Iejovo-Txerkessk el 1937, i finalment Txerkessk el 1939.

## Noms
En rus, la ciutat es diu Черке́сск (Čerkessk) i té noms similars en les llengües dels altres grups ètnics principals de la ciutat. En karatxai-balkar, és Черкесск (Çerkessk) o Черкесск шахар (Çerkessk şahar); en kabardí, és Шэрджэс къалэ (Şărdjăs qală) o Черке́сск (Čerkessk); en Abaza, és Черкес къала (Čerkes qala) o Черкесск (Čerkessk); en nogai, és Шеркеш шахар (Şerkeş şahar) i en txetxè, és Черкесск (Čerkessk).
Durant el seu primer segle d'existència, Txerkessk va ser un stanitsa, un poble dins d'una host cosaca, que del 1825 al 1931 va rebre el nom de Batalpaixinskaia stanitsa (rus: Баталпашинская станица Batalpašinskaja stanica) i sobrenomenat Paixinka (Пашинка Pašinka) El 1931 es va canviar el nom de Batalpaixinsk (Баталпашинск Batałpašinsk), i després en ràpida successió Sulimov (Сулимов Sulimov) el 1934 per Danïil Sulimov, president del Consell de Comissaris del Poble de la Rússia, i després de l'execució de Sulimov a la Gran Purga, Iejovo-Txerkessk (Ежово-Черкесск Ježovo-Čerkessk) el 1937 per a Nikolai Iejov, cap del NKVD. Amb la detenció de Iejov, el "Iejovo-" inicial va ser retirat i la ciutat va rebre el seu nom actual el 1939.

## Història

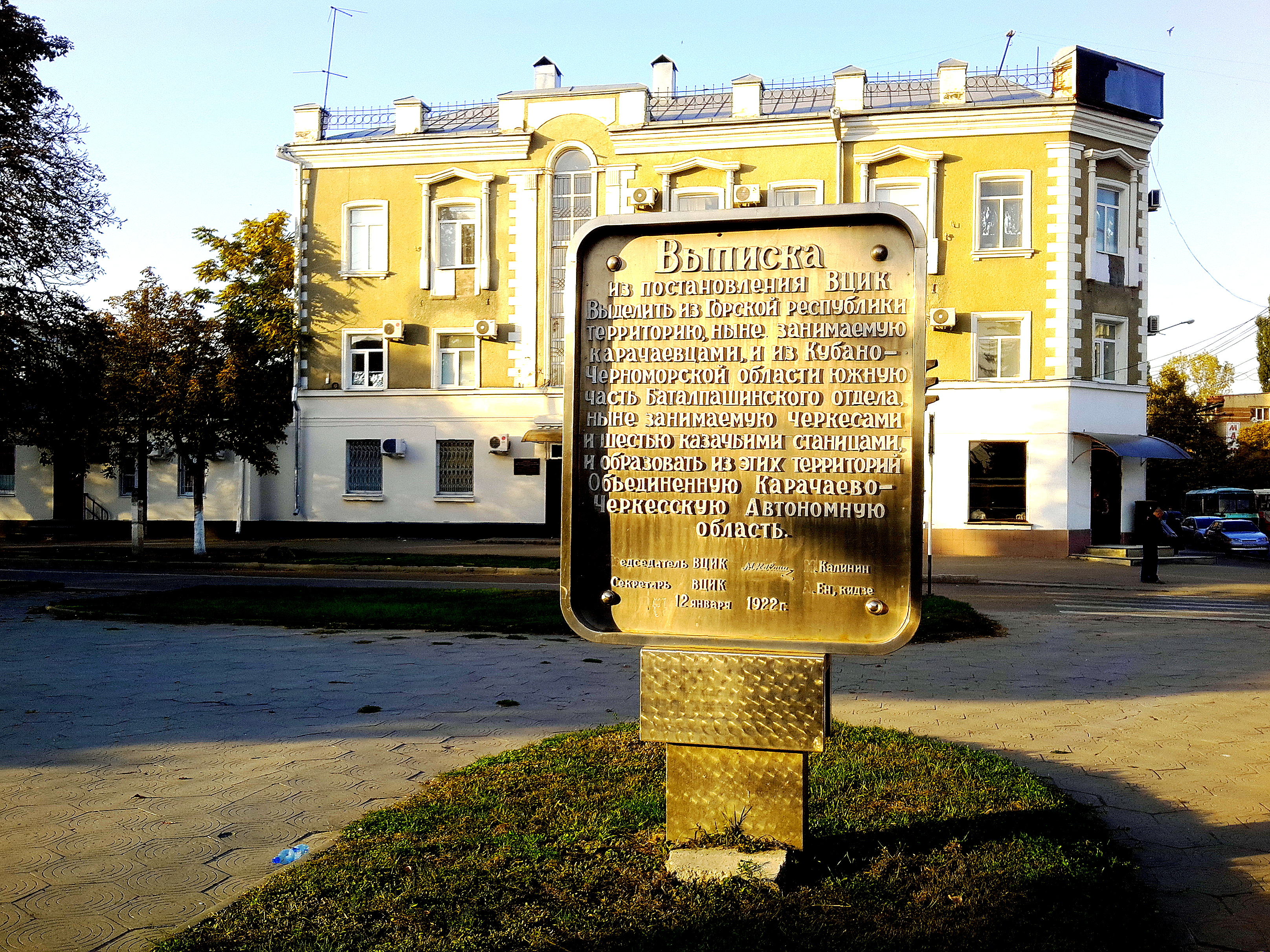
Extracte del decret del Comitè Executiu Central de totes les Rússies

El que ara és Txerkessk es va establir el 1804 com a fort militar rus al riu Kuban, el que llavors era la frontera amb Circàssia, en el lloc on el 1790 les tropes russes sota el comandament del general Johann Hermann von Fersen (Ivan Ivanovich Herman fon Fersen) va derrotar l'otomà Batal Pasha. En honor de la victòria sobre Batal Pasha, el fort va rebre el nom de Batalpashinskaya; era un reducte envoltat per una muralla de terra i una cuneta. (Que el fort es bategès amb el nom d'un líder enemic pot haver portat els vilatans a preferir el sobrenom de Pashinka.)

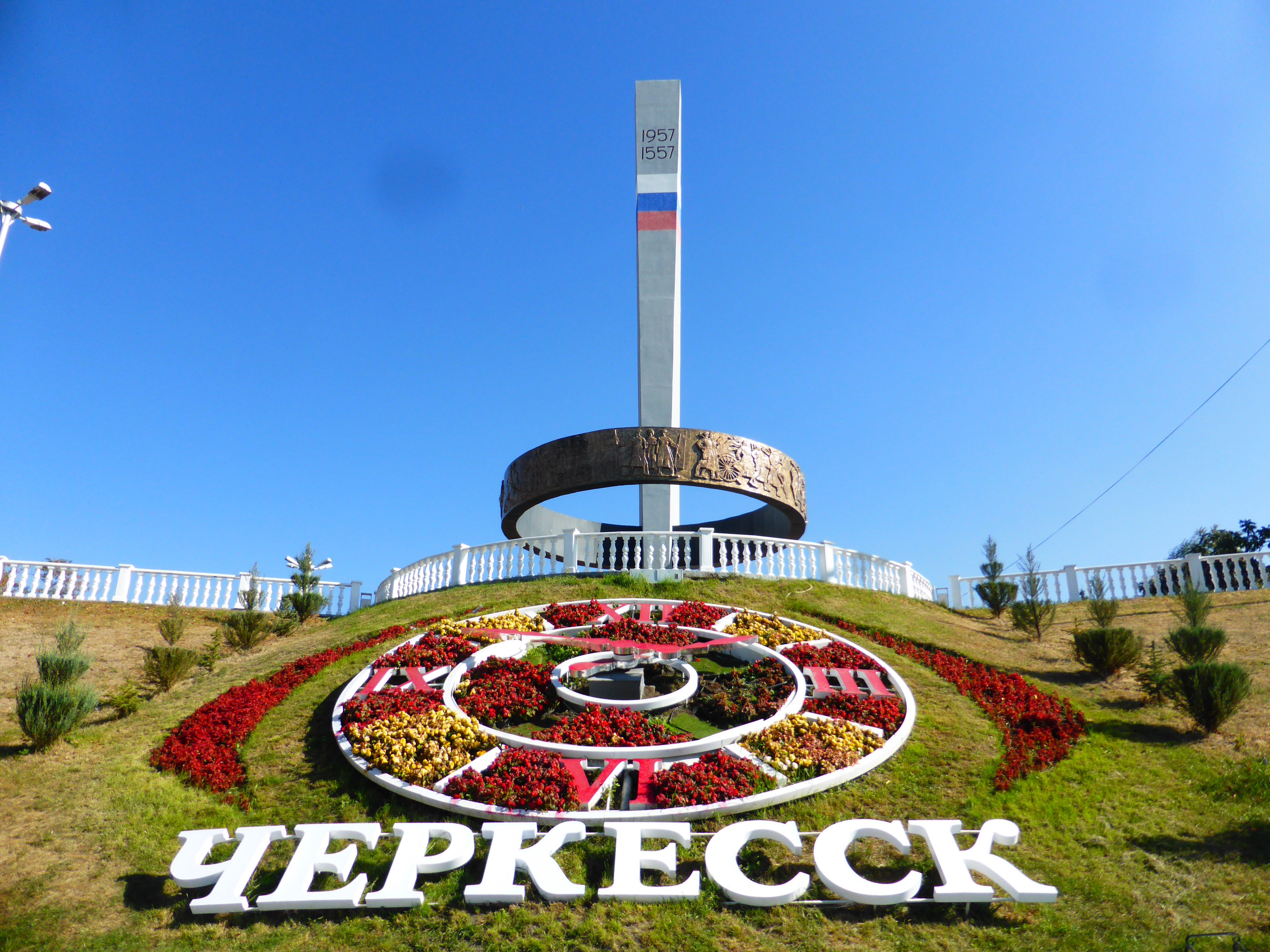
Monument a l'Amistat del Poble

El propi assentament es va fundar com el cosac stanitsa de Batalpashinskaya, prop de l'avanç de l'exèrcit rus. L'any oficial de la fundació de Batalpashinskaya i la moderna Txerkessk és el 1825. No obstant això, els colons cosacs dels regiments de Khopyour i Kuban van començar a arribar a la recentment organitzada stanitsa no abans de la primavera de 1826. El 1860, el poble va ser designat com a centre d'un uyezd de l' òblast de Kuban. Un decret del 30 de desembre de 1869 dl'tsar Alexandre II va transformar el poble en ciutat de Batalpashinsk, però el decret maig es va aplicar i Batalpashinskaya va romandre com un stanitsa fins a l'època soviètica. El 1888, el poble es va convertir en la seu d'un dels set otdels de Kuban.

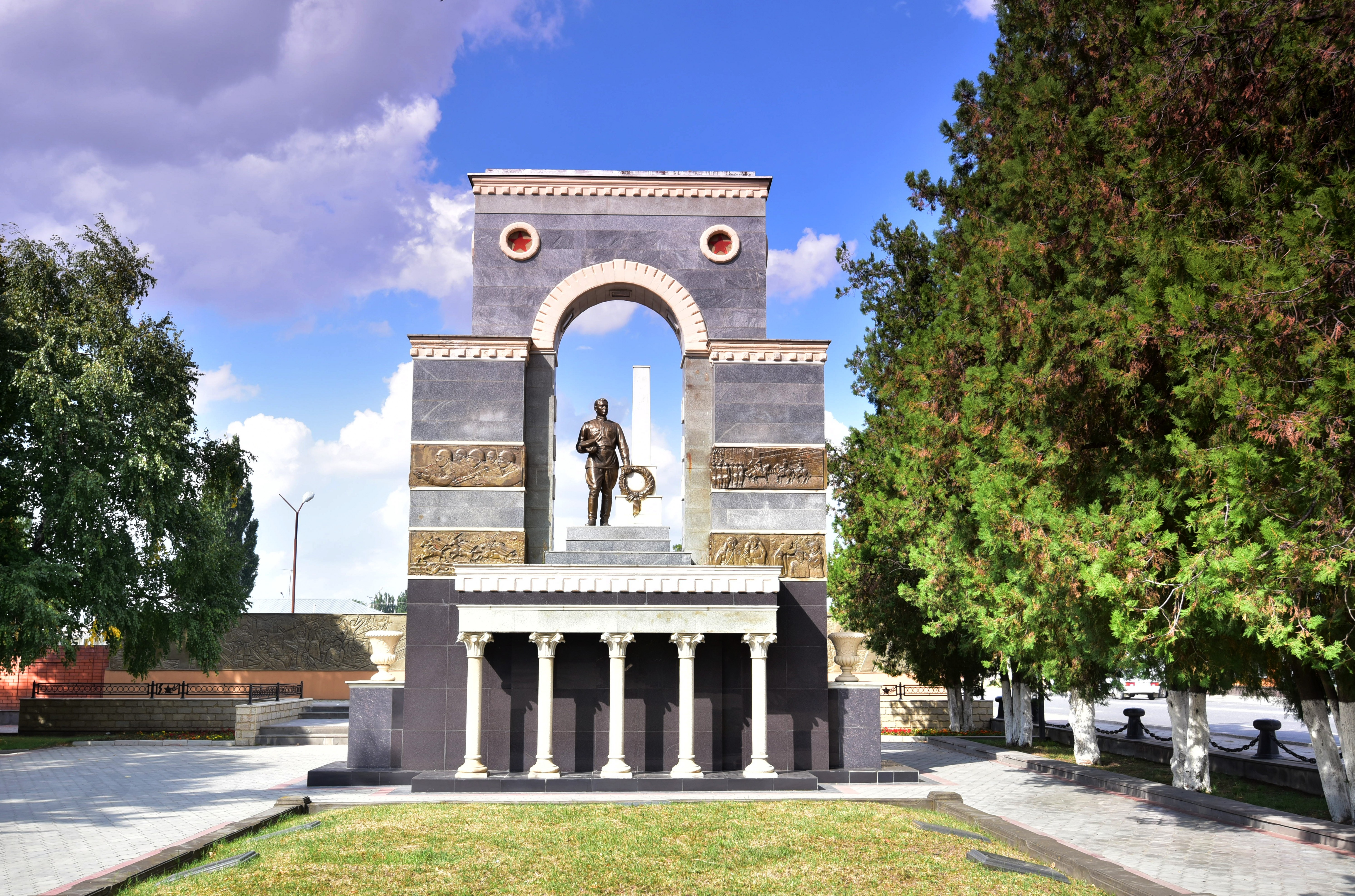
Monument als soldats soviètics de Cherkessk

El 1922, el poble es va convertir en la seu de l' òblast autònom de Karachay-Txerkessk de l'RSFSR, i el 1926, el Cherkess National Okrug. El 1931 se li va concedir l'estatus de ciutat i es va canviar el nom de Batalpashinsk. Va rebre el seu nom actual de Cherkessk el 1939. La ciutat va ser ocupada per la Wehrmacht alemanya nazi durant la Segona Guerra Mundial (la Gran Guerra Patriòtica) de l'11 d'agost de 1942 al 17 de gener de 1943 com a part de l'ofensiva Case Blue. El 1957 es va convertir en la capital de l'òblast autònom reformat de Karatxai-Txerquèssia, que es va convertir en la República de Karatxai-Txerquèssia el 1991 amb la caiguda de la Unió Soviètica.

## Estatus administratiu i municipal
Txerkessk és la capital de la república. En el marc de les divisions administratives, s’incorpora com a ciutat d'importància de la República de Txerkessk —una unitat administrativa amb l'estatus igual al dels districtes. Com a divisió municipal, la importància de la ciutat de República de Txerkessk s'incorpora com a Txerkessk Urban Okrug.

## Població

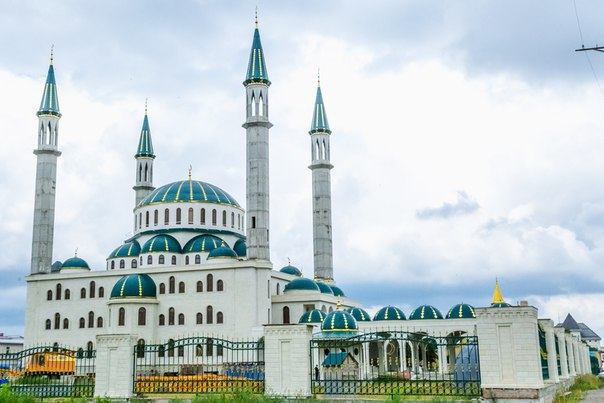
Mesquita de Txerkessk

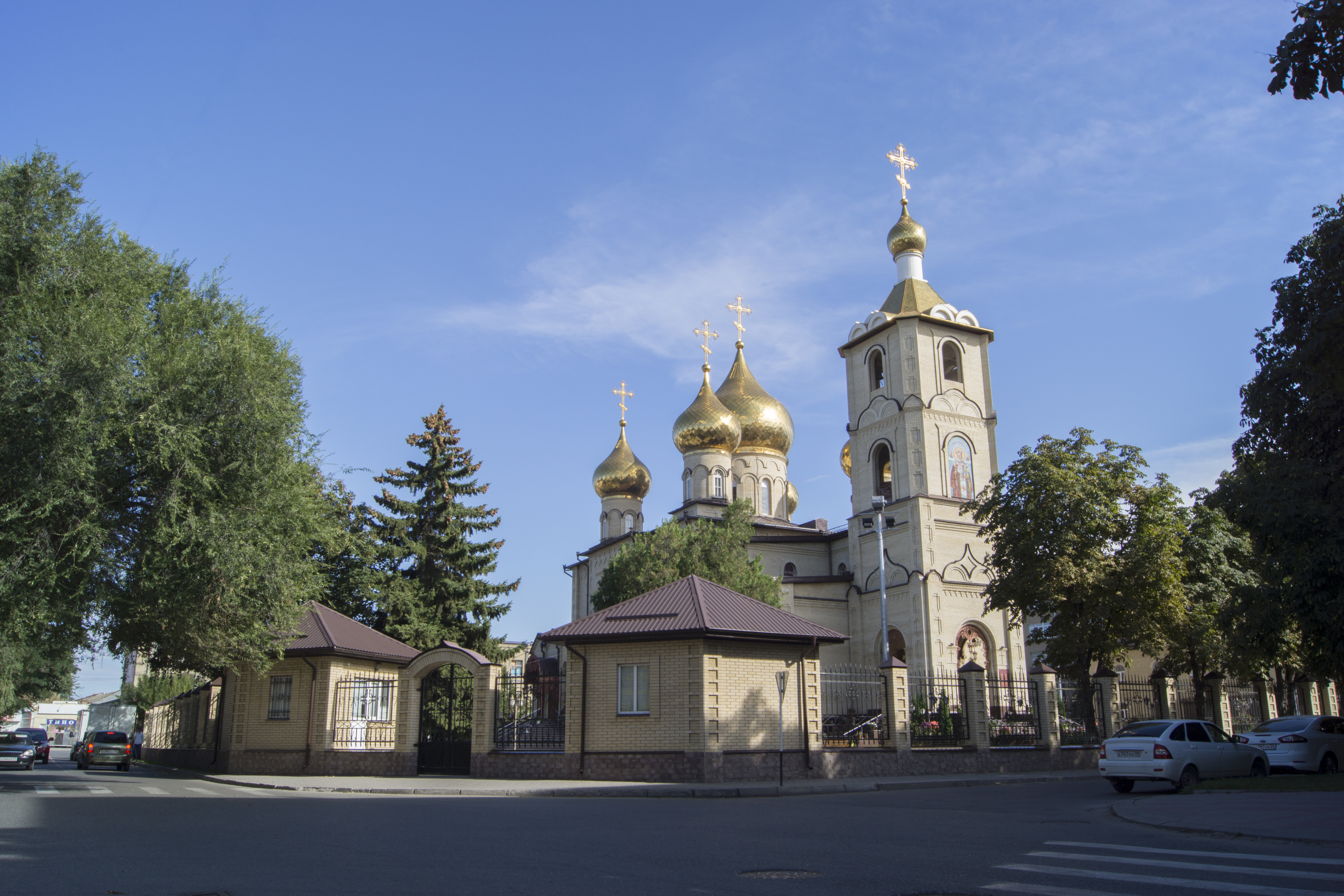
Catedral de Sant Nicolau, Txerkessk

### Grups ètnics
La ciutat està habitada per russos, nadius txerkessos (circassians), karatxais, abazins, nogais i minories d'ucraïnesos, grecs i armenis.
Segons el primer cens censal de la Unió Soviètica de 1926, els habitants de Batalpashinsk (actual Txerkessk) incloïen:
- Russos (82,7%)
- Ucraïnesos (9,0%)
- Karatxais (0,8%)
- Grecs (grecs pòntics) (0,2%)

#### 1939
Els resultats del cens de 1937 van ser suprimits i destruïts, però el cens soviètic de 1939 va registrar:
- Russos (87,6%)
- Ucraïnesos (3,6%)
- Abazins (1,5%)
- Adigués (txerkessos) (1,4%)
- Karatxais (0,8%)
- Ossetes (0,5%)
- Nogais (0,5%)
- Grecs (0,5%)

#### 1959
El cens soviètic de 1959 va enregistrar:
- Russos (87,7%)
- Ucraïnesos (2,8%)
- Txerkessos (2,1%)
- Abazins (1,8%)
- Karatxais (1,6%)
- Nogais (0,4%)
- Grecs (0,4%)
- Ossetes (0,4%)

#### 1970
El cens soviètic de 1970 va enregistrar:
- Russos (74,5%)
- Txerkessos (6,4%)
- Karatxais (6,2%)
- Abazins (5,0%)
- Ucraïnesos (2,1%)
- Nogais (1,0%)
- Grecs (0,5%)
- Ossetes (0,5%)

#### 1989
Segons les dades del cens final soviètic de 1989, la població de la ciutat incloïa:
- Russos (67,8%)
- Txerkessos (9,0%)
- Karatxais (7,8%)
- Abazins (6,5%)
- Ucraïnesos (2,2%)
- Nogais (1,2%)
- Ossetes (0,5%)
- Grecs (0,5%)

#### 2002
El 2002, el cens rus va informar de la població que incloïa:
- Russos (55,5%)
- Karatxais (13,8%)
- Txerkessos (12,6%)
- Abazins (8,1%)
- Nogais (1,5%)
- Ucraïnesos (1,3%)
- Ossetes (0,6%)
- Grecs (grecs pòntics) (0,4%)
- Altres (6,1%)

#### 2010
El 2010, la població incloïa:
- Russos (54,7%)
- Karatxais (16,4%)
- Txerkessos (13,2%)
- Abazins (8,2%)
- Nogais (1,5%)
- Altres (6,0%)

## Educació

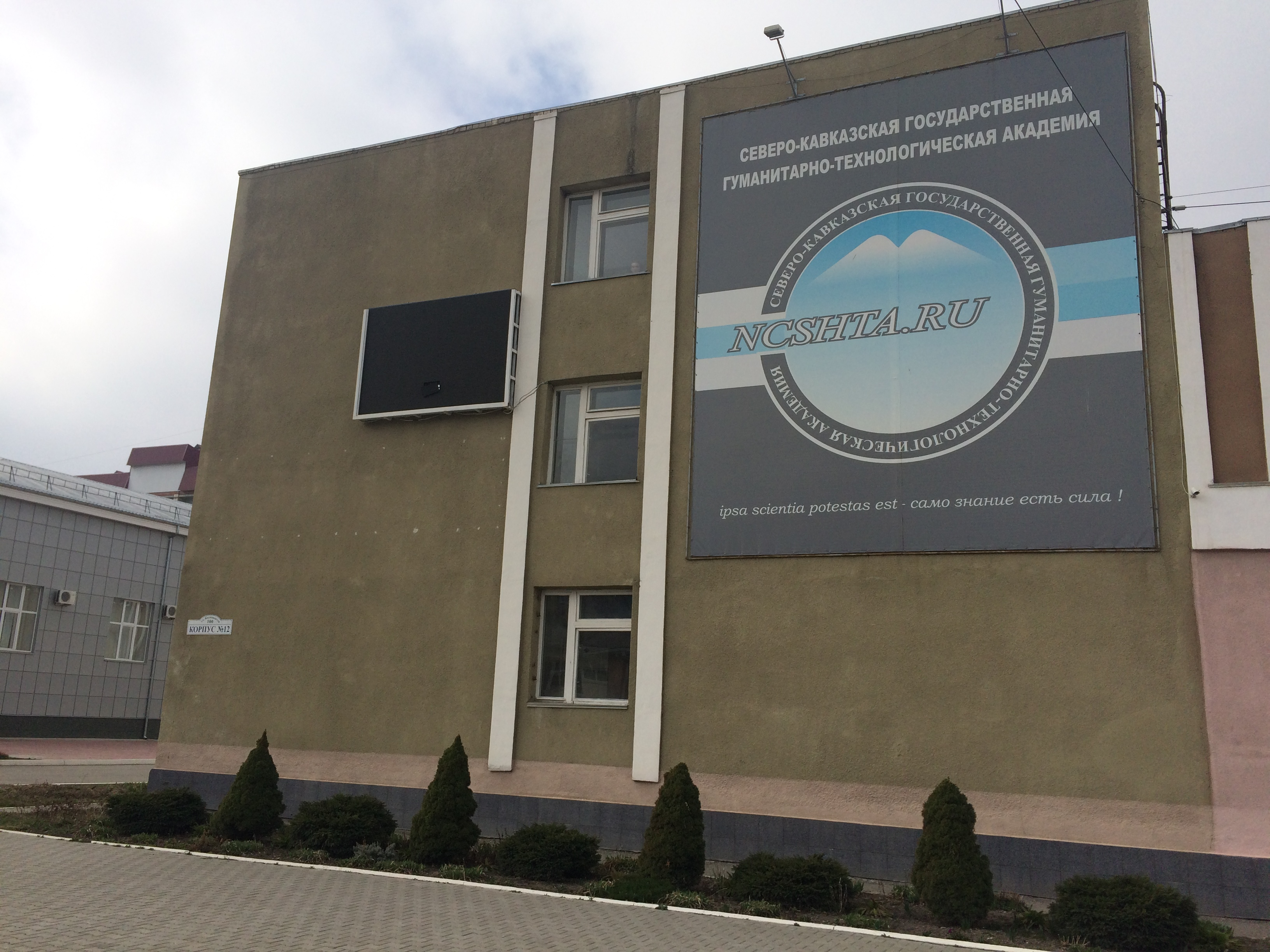
Acadèmia de Txerkessk

Txerkessk allotja les institucions educatives següents:
- North Caucasian State Academy: enginyeria civil, enginyeria mecànica, enginyeria energètica, gestió empresarial, comptabilitat, finances, facultat de medicina. www.kchgta.ru[5]
- Universitat Social Obrida de Moscou (sucursal)
- Institut d'Arts Modernes de Moscou (sucursal)
- Universitat Econòmica Estatal de Rostov (sucursal)
- Karachay-Cherkess State College
- Daurov Art College: divisions d'art, interiorisme, música, coreografia
- Republican Children Art School: divisions de música, art, coreografia